# معين (الرجم)

تعديل مصدري - تعديل

معين هي إحدى قرى عزلة بني هيثم بمديرية الرجم التابعة لمحافظة المحويت، بلغ تعداد سكانها 336 نسمة حسب تعداد اليمن لعام 2004.